# Aleea Modrogan
Aleea Modrogan este o stradă pitorească aflată în sectorul 1 al Bucureștiului.
Având o formă circulară, Aleea Modrogan are ambele capete la Bulevardul Aviatorilor. Strada are un istoric complex, numindu-se înainte de 1945 Aleea Eliza Filipescu, apoi în perioada comunista având denumirea de Strada Ștefan Gheorghiu. Dintre reperele importante aflate pe această stradă amintim proprietatea cunoscutului om de afaceri Gigi Becali (fosta ambasada a Argentinei), Sediul central PD-L situat în Palatul Brâncovenesc (ce a avut printre proprietarii din perioada interbelică și pe Elena Lupescu amanta regelui Carol al II-lea), Ambasada India, Ambasada Emiratele Arabe Unite.